# Seiya Ueno
 (septembre 2013).
Si vous disposez d'ouvrages ou d'articles de référence ou si vous connaissez des sites web de qualité traitant du thème abordé ici, merci de compléter l'article en donnant les références utiles à sa vérifiabilité et en les liant à la section « Notes et références ».
Pour les articles homonymes, voir Ueno (homonymie).
Seiya Ueno (né le  31 août 1989) est un flûtiste japonais. 

## Biographie
Seiya Ueno fut étudiant à la Tokyo Metropolitan High School of Music and Fine Arts jusqu'en 2008 puis rentre à l'Université nationale des beaux-arts et de la musique de Tokyo. Il vient étudier au Conservatoire national supérieur de musique et de danse de Paris en 2009.
Il a remporté divers prix au Japon notamment le troisième prix à la Music Competition of Japan et le deuxième prix de la Japan Flute Convention Competition en 2007 et obtient le grand prix du 8e Concours de flûte Jean-Pierre Rampal en 2008.
Il a sorti deux albums au Japon chez Columbia Japan, en 2012 : 万華響 KAREIDOSCOPE et en 2013 : デジタルバード組曲 DIGITAL BIRD SUITE.